# Liparis vexillifera
Liparis vexillifera là một loài thực vật có hoa trong họ Lan. Loài này được (Lex.) Cogn. mô tả khoa học đầu tiên năm 1895.